# Parque de la Familia
El Parque de la Familia, conocido anteriormente como Parque Fluvial Padre Renato Poblete, es un parque urbano ubicado en la comuna de Quinta Normal en la ciudad de Santiago, Chile.
Fue inaugurado en 2015 como parte del Legado Bicentenario del Gobierno de Chile y su objetivo es formar un brazo de aguas calmas a partir del río Mapocho, que permita realizar actividades náuticas con embarcaciones menores sin motor, como kayaks, botes a remo y veleros pequeños. Es el único parque urbano fluvial y el más moderno del país. Integra la red de parques de la ribera sur del río Mapocho, limitando al norte con el Cicloparque Mapocho 42K, al este con el parque de Los Reyes y al oeste con el parque Mapocho Río.

## Historia
La idea de hacer al río Mapocho navegable surgió del arquitecto chileno Cristián Boza, tras ver la remodelación del río Besós en la ciudad de Barcelona en España para albergar los Juegos Olímpicos de Verano en 1992. Luego, se lo comentó al entonces senador Sebastián Piñera, con quien viajó al lugar y se reunieron con el alcalde Pasqual Maragall y ejecutivos de la empresa Aguas de Barcelona, los ejecutores, para analizar el funcionamiento del río. Después, fueron a Japón, el suministrador de la tecnología.

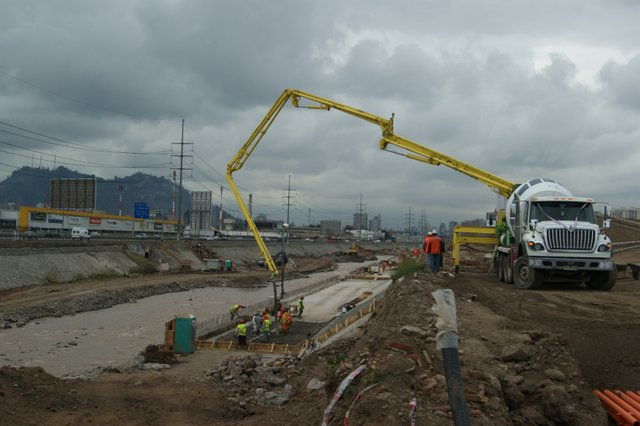
Construcción en 2013.

Boza comenzó a desarrollar la idea desde la Fundación Futuro —fundada por Piñera—, y en 2001 creó un proyecto con el objetivo de intervenir el río en la capital chilena a través de la implementación de esclusas colapsables a lo largo de 34 kilómetros de oriente a poniente, generando diversos polos de desarrollo en el recorrido. Piñera lo propuso en sus candidaturas presidenciales de 2006 y 2010, ganando en la última. Después de asumir, lo declaró como proyecto Bicentenario, pero Boza se dio cuenta de que era complejo de implementar, por lo que buscaron un lugar alrededor del río sobrevolándolo en helicóptero. El 11 de enero de 2011 Piñera colocó su primera piedra y el 7 de marzo de 2014, inauguró su infraestructura hidráulica embarcado en un bote zódiac.

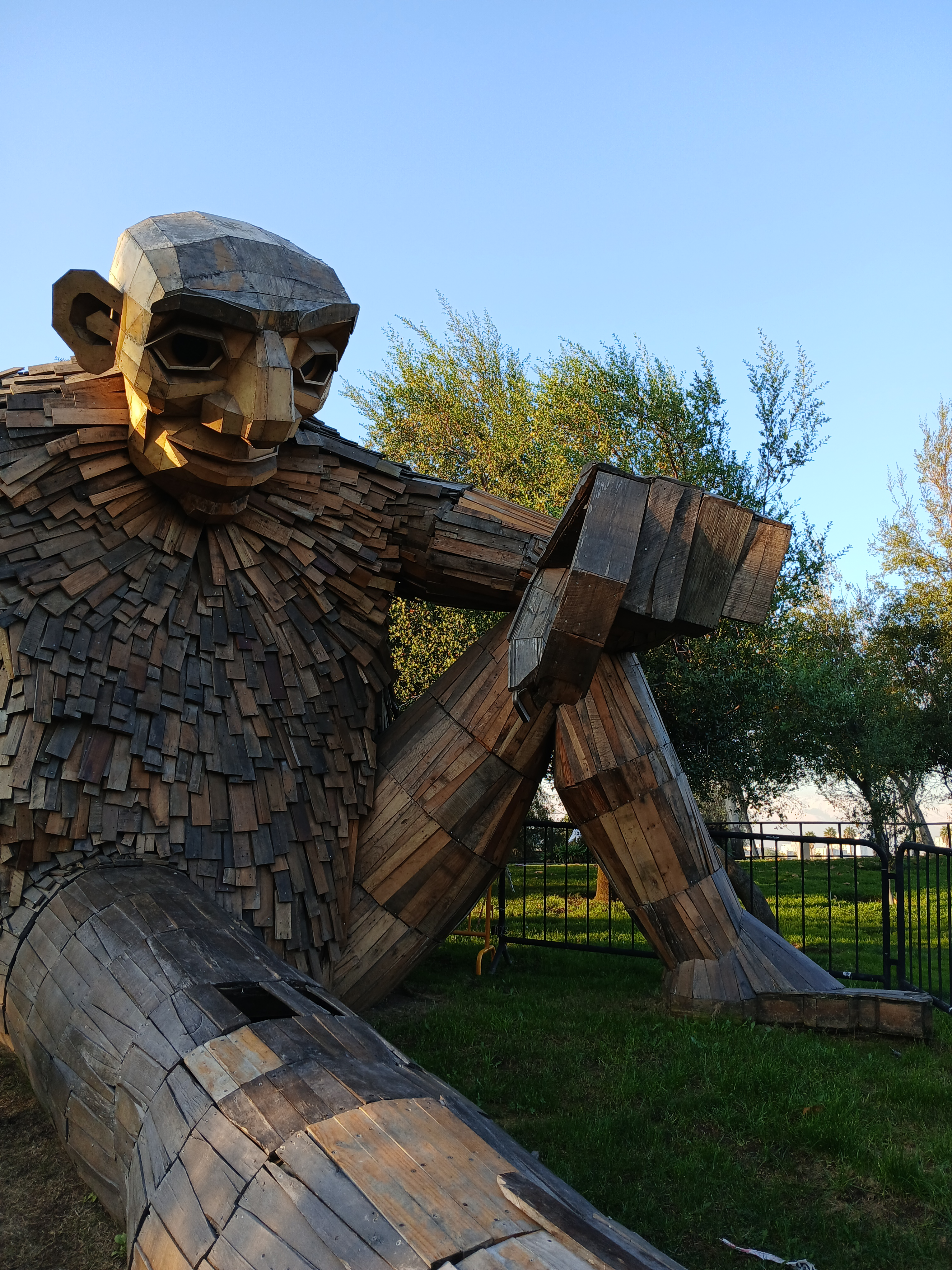
La instalación «Ulla» del artista danés Thomas Dambo fue donada al parque en 2021.

Fue abierto con el nombre del sacerdote jesuita Renato Poblete, capellán del Hogar de Cristo entre 1982 y 2000, por la relación del río con la institución al ser el núcleo de los albergados, y porque es un espacio de esparcimiento y unidad, que convoca y acoge gente de muchas comunas de Santiago, una tarea similar a la que el religioso realizó en vida. Sin embargo, el 9 de abril de 2019 el Ministerio de Vivienda y Urbanismo anunció el cambio de nombre luego de que fuesen conocidas denuncias por abuso sexual en su contra.

## Interior

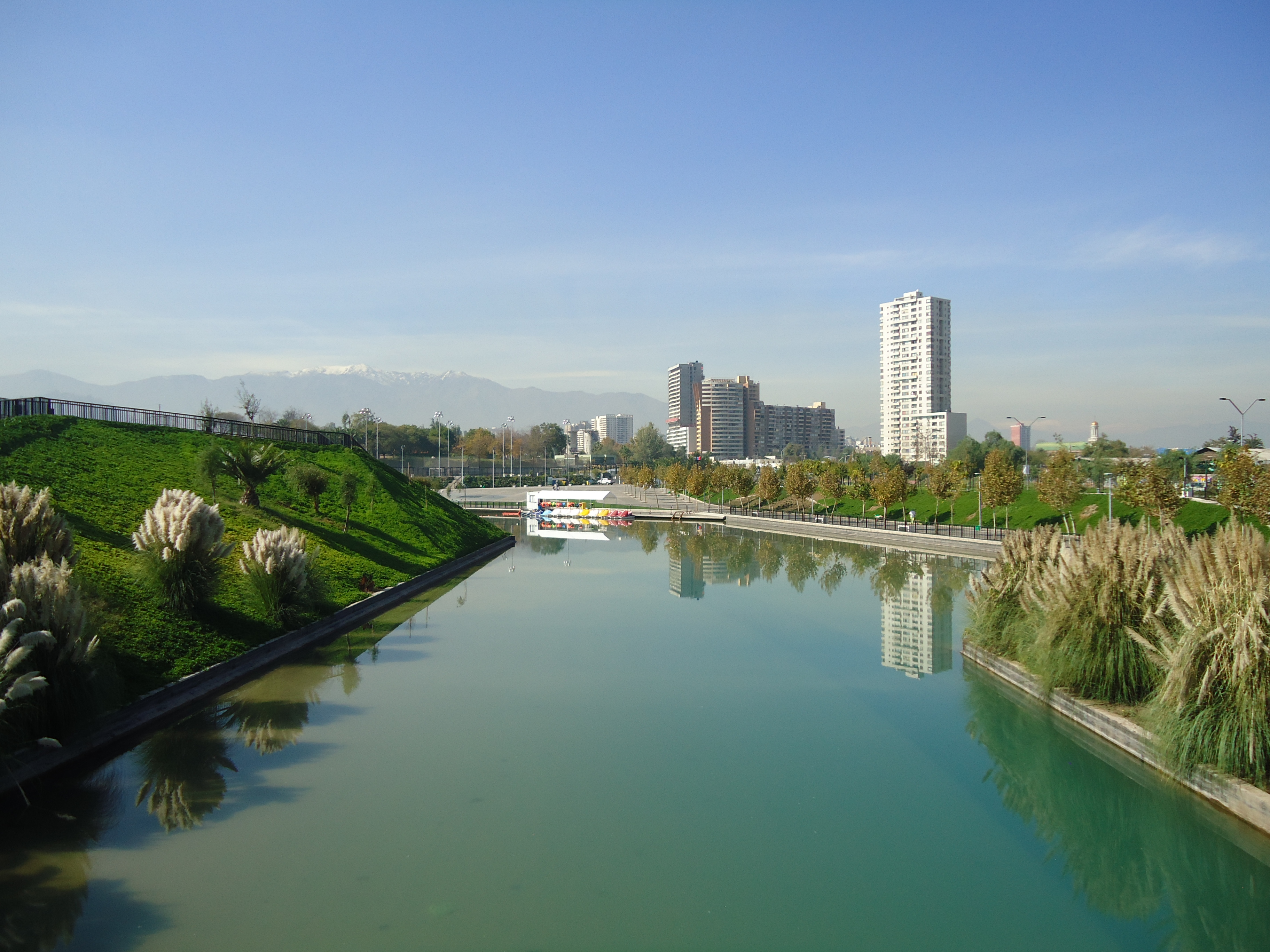
Laguna.

Tiene cierre perimetral, está emplazado entre las calles Esperanza al este, Costanera Sur al sur y Nueva Andrés Bello al oeste, así como dividido en dos sectores: Brazo del Río, con trece hectáreas; y El Cauce, con siete. Cuenta con un anfiteatro al aire libre para 600 espectadores, dos canchas de futbolito de césped artificial con camarines, juegos de agua, juegos infantiles, zonas de pícnic y miradores.
Para que el agua se desvíe al parque, el cauce original posee tres esclusas neumáticas colapsables que la acumulan y sea logrado el nivel necesario en el interior. Luego pasa por un filtro para disminuir el sedimento aportado al río por el canal San Carlos y sea tornada transparente. Tras un par de días semiempozada en la laguna, el agua vuelve al cauce del río a través de compuertas ubicadas al oeste del parque.

## Conexión con Red Metropolitana de Movilidad
El parque posee únicamente 2 paraderos de la Red Metropolitana de Movilidad en sus alrededores, teniendo en sí escasa conexión con la ciudad, los paraderos corresponden a:
| Paradero/ Código                                      | Recorridos                                   |
| ----------------------------------------------------- | -------------------------------------------- |
| Av. Pdte. Balmaceda / esq. Avenida Carrascal (PJ1562) | B26 (Metro Estación Central)                 |
| Presidente Errázuriz / esq. Esperanza (PA701)         | J10 (San Daniel) - J10 (Parque de Los Reyes) |